# 1955 na arte

## Eventos
- 10 de Novembro - É fundado a escola de samba Mocidade Independente de Padre Miguel.

## Nascimentos
| Data           | Nome              | Profissão                                     | Nacionalidade  | Observações | Ref |
| -------------- | ----------------- | --------------------------------------------- | -------------- | ----------- | --- |
| 21 de janeiro  | Jeff Koons        | escultor                                      | Estados Unidos |             |     |
| 2 de fevereiro | Madi Phala        | artista e designer                            | África do Sul  | m. 2007     |     |
| 9 de março     | Fernando Bujones  | bailarino                                     | Estados Unidos | m. 2005     |     |
| 27 de março    | Edgar Duvivier    | saxofonista e escultor                        | Brasil         |             |     |
| 5 de abril     | Akira Toriyama    | autor de mangá                                | Japão          |             |     |
| 19 de abril    | Naza              | artista plástica                              | Brasil         |             |     |
| 5 de maio      | António Laginha   | bailarino, professor, coreógrafo e jornalista | Portugal       |             |     |
| ??             | Daniel Senise     | pintor                                        | Brasil         |             |     |
| ??             | Francisco Laranjo | artista plástico                              | Portugal       |             |     |

## Mortes
| Data           | Nome                          | Profissão                                   | Nacionalidade                              | Observações | Ref |
| -------------- | ----------------------------- | ------------------------------------------- | ------------------------------------------ | ----------- | --- |
| 17 de julho    | Luís Bernardo Leite de Ataíde | historiador de arte e etnógrafo             | Reino Unido de Portugal, Brasil e Algarves | n. 1883     |     |
| 17 de agosto   | Fernand Léger                 | pintor                                      | França                                     | n. 1881     |     |
| 5 de novembro  | Maurice Utrillo               | pintor                                      | França                                     | n. 1883     |     |
| 29 de novembro | Rene Paul Chambellan          | escultor                                    | Estados Unidos                             | n. 1893     |     |
| ??             | Guttmann Bicho                | pintor                                      | Brasil                                     | n. 1888     |     |
| ??             | Benito Castañeda              | pintor, desenhista, restaurador e professor | Brasil                                     | n. 1885     |     |
| 22 de março    | Francesco Manna               | pintor                                      | Itália (naturalizado brasileiro)           | n. 1879     |     |